# فهرست خبرگزاری‌ها و وبگاه‌های خبری ایران
فهرست خبرگزاری‌ها و وبگاه‌های خبری در ایران فهرستی از ناشرین فعال حوزه رسانه در ایران را در بر می‌گیرد. هم‌اکنون شمار زیادی از خبرگزاری‌های رسمی و غیررسمی در ایران فعالیت می‌کنند.
| رسانه‌های خبری         | رسانه‌های خبری          | رسانه‌های خبری | رسانه‌های خبری |
| نام وبسایت            | آدرس وبسایت            | تاریخ تأسیس   | توضیحات |
| --------------------- | ---------------------- | ------------- | --- |
| ایرنا                 | irna.ir                | ۱۳۱۳          | با نام کامل «خبرگزاری جمهوری اسلامی» خبرگزاری رسمی ایران است که پیش از انقلاب ۵۷ با نام «خبرگزاری پارس» فعالیت می‌کرد. |
| ایسنا                 | isna.ir                | ۱۳۸۲          | با نام کامل «خبرگزاری دانشجویان ایران» دومین خبرگزاری رسمی بود که پس از انقلاب ایران تأسیس شد. این خبرگزاری متعلق به جهاد دانشگاهی است و در پی رویدادهای ۱۸ تیر ۱۳۷۸ با هدف اطلاع‌رسانی دانشگاه‌ها از سوی اصلاح‌طلبان راه‌اندازی گردید. |
| فارس                  | farsnews.ir            | ۱۳۸۱          | نزدیک به سپاه پاسداران |
| کیهان                 | kayhan.ir              | ۱۳۲۱          | نزدیک به رهبر جمهوری اسلامی |
| ایران پرس             | iranpress.com          | ۱۳۹۶          | متعلق به سازمان صداوسیما |
| تسنیم                 | tasnimnews.com         | ۱۳۹۱          | نزدیک به سپاه پاسداران |
| مشرق‌نیوز              | mashreghnews.ir        | ۱۳۸۹          | نزدیک به سپاه پاسداران |
| مهر                   | mehrnews.com           | ۱۳۸۲          | متعلق به سازمان تبلیغات اسلامی |
| دانشجو                | snn.ir                 | ۱۳۸۲          | وابسته به بسیج دانشجویی |
| آریا                  | aryanews.com           | ۱۳۸۵          | خبرگزاری غیردولتی |
| وطن امروز             | vatanemroz.ir          | ۱۳۸۸          | در آستانه انتخابات ۱۳۸۸ فعالیت خود را آغاز کرد. |
| خبرگزاری صدا و سیما   | iribnews.ir            | ۱۳۹۴          | متعلق به سازمان صدا و سیما پیش‌تر با عنوان واحد مرکزی خبر فعالیت می‌کرد و از ۷ دی ۱۳۹۴ تبدیل به خبرگزاری شد. |
| باشگاه خبرنگاران جوان | yjc.ir                 | ۱۳۷۸          | متعلق به سازمان صدا و سیما |
| آنا                   | ana.ir                 | ۱۳۸۳          | با نام کامل «خبرگزاری آنا (خبرگزاری دانشگاه آزاد اسلامی)» توسط عبدالله جاسبی در سال ۱۳۸۳ تأسیس و در سال ۱۳۹۱ مجوز رسمی از وزارت فرهنگ و ارشاد دریافت کرد.                                                                           |
| ایپنا                 | ipna.ir                | ۱۳۸۲          | با نام کامل «خبرگزاری ورزش ایران» |
| کردپرس                | kurdpress.com          | ۱۳۸۵          | نخستین خبرگزاری مستقل ویژه مناطق کردنشین ایران و خاورمیانه. پوشش‌دهنده اخبار سیاسی، اجتماعی، اقتصادی، فرهنگی و تحلیلی مرتبط با کردها به سه زبان فارسی، کردی و انگلیسی.                                                               |
| ایسکانیوز             | iscanews.ir            | ۱۳۸۳          | با نام کامل «باشگاه خبرنگاران دانشجویی ایران» متعلق به دانشگاه آزاد اسلامی است. |
| ایلنا                 | ilna.ir                | ۱۳۸۱          | با نام کامل «خبرگزاری کار ایران» بازوی خبری مؤسسه اطلاع‌رسانی کار ایران بود که پیش‌تر علیرضا محجوب دبیرکل خانه کارگر بنیان‌گذاشته بود.                                                                                                 |
| ایکنا                 | iqna.ir                | ۱۳۸۲          | با نام کامل «خبرگزاری قرآن ایران» زیر نظر سازمان قرآنی دانشگاهیان وابسته به سازمان جهاد دانشگاهی فعالیت می‌کند. |
| فرهیختگان             | farhikhtegan.ir        | ۱۳۸۸          | وابسته به اصولگرایان و متعلق به دانشگاه آزاد اسلامی |
| تابناک                | tabnak.ir              | ۱۳۸۶          | پس از فیلتر شدن وبسایت «بازتاب»، «تابناک» با رویکردی متفاوت ظاهر شد و در سال ۱۳۹۱ به خبرگزاری ارتقاء یافت. نزدیک به محسن رضایی |
| شانا                  | shana.ir               | ۱۳۹۸          | با نام کامل «شبکه اطلاع‌رسانی نفت و انرژی» خبرگزاری رسمی وزارت نفت ایران است که کلیه اخبار در حوزه‌های نفت، گاز و پتروشیمی در ایران، از مجرای این خبرگزاری اعلام می‌شود.                                                               |
| میزان                 | mizanonline.ir         | ۱۳۹۳          | خبرگزاری رسمی قوهٔ قضاییه ایران |
| اصلاحات نیوز          | eslahatnews.com        | ۱۳۹۳          | وابسته به اصلاح‌طلبان |
| تهران تایمز           | tehrantimes.com        | ۱۳۵۸          | روزنامه و خبرگزاری انگلیسی‌زبان وابسته به سازمان تبلیغات اسلامی |
| ابنا                  | abna24.com             | ۱۳۸۳          | متعلق به مجمع جهانی اهل بیت |
| خبرآنلاین             | khabaronline.ir        | ۱۳۸۷          | نزدیک به علی لاریجانی |
| همشهری آنلاین         | hamshahrionline.ir     | ۱۳۷۱          | متعلق به مؤسسه همشهری و نزدیک به شهرداری تهران |
| ورزش سه               | varzesh3.com           | ۱۳۸۸          | وبسایت خبری ورزشی |
| خبرگزاری برنا         | borna.news             | ۱۳۸۶          | متعلق به وزارت ورزش و جوانان |
| الف                   | alef.ir                | ۱۳۸۵          | توسط احمد توکلی تأسیس شد. |
| انتخاب                | entekhab.ir            | ۱۳۸۳          | پس از تعطیلی روزنامه انتخاب راه‌اندازی شد. |
| دنیای اقتصاد          | donya-e-eqtesad.com    | ۱۳۸۲          | روزنامه اقتصادی وابسته به گروه رسانه‌ای دنیای اقتصاد تابان |
| روزنامه ایران         | irannewspaper.ir       | ۱۳۷۳          | متعلق به مؤسسه فرهنگی مطبوعاتی ایران |
| ایران دیلی            | newspaper.irandaily.ir | ۱۳۷۶          | روزنامه انگلیسی‌زبان متعلق به مؤسسه فرهنگی مطبوعاتی ایران |
| اطلاعات               | ettelaat.com           | ۱۳۰۵          | قدیمی‌ترین روزنامه درحال چاپ ایران |
| شبکه شرق              | sharghdaily.com        | ۱۳۸۳          | وبسایت خبری وابسته به روزنامه شرق |
| اعتماد                | etemadonline.com       | ۱۳۸۱          | روزنامه اصلاح طلبان |
| اقتصاد آنلاین         | eghtesadonline.com     | ۱۳۹۰          | تنها رسانه اقتصادی دو زبانه ایران |
| آفتاب                 | aftabnews.ir           | ۱۳۸۳          | نزدیک به حزب اعتدال و توسعه |
| جهان‌نیوز              | jahannews.com          | ۱۳۸۶          | نزدیک به علیرضا زاکانی. |
| سحام‌نیوز              | sahamnews.org          | ۱۳۸۷          | نزدیک به مهدی کروبی |
| عصر ایران             | asriran.com            | ۱۳۸۴          | |
| کلمه                  | kaleme.com             | ۱۳۸۸          | از رسانه‌های جنبش سبز |
| آرمان امروز           | armaneemroz            | ۱۳۸۴          | وابسته به اکبر هاشمی رفسنجانی |
| مجذوبان نور           | Majzooban.org          | ۱۳۸۴          | نزدیک به دراویش گنابادی |
| نورنیوز               | nournews.ir            | ۱۳۹۸          | رسانهٔ شورای عالی امنیت ملی |